# Mallosia baiocchii
Mallosia baiocchii là một loài bọ cánh cứng trong họ Cerambycidae.